# Kennedy Kimwetich
Kennedy Kimwetich (né le 1er janvier 1973) est un athlète kényan, spécialiste des courses de demi-fond.

## Biographie
Sur 800 m, il se classe 8e des Jeux du Commonwealth de 1998, 7e des championnats du monde d'athlétisme 1999 et 5e des Jeux africains de 1999.